# واشینگتن تایمز
واشینگتن تایمز (به انگلیسی: The Washington Times) روزنامه‌ای در قطع بزرگ است که در شهر واشینگتن، دی.سی. پایتخت ایالات متحده آمریکا منتشر می‌شود. این روزنامه در سال ۱۹۸۲ توسط یک رهبر دینی کره‌ای به نام سان میونگ مون بنیان گذاشته شد. این روزنامه به صورت روزانه و به‌طور گسترده در سراسر منطقه کلمبیا و در مناطقی از مریلند و ویرجینیا توزیع می‌شود. همچنین یک نسخه تبلوید هفتگی برای مخاطبان منتشر می‌کند.
واشینگتن تایمز به‌عنوان روزنامه‌ای متعلق به محافظه‌کاران سیاسی و اجتماعی شناخته می‌شود. اولین ویراستار و ناشر واشینگتن تایمز جیمز آر ویلان بود.